# James Rainwater
Leo James Rainwater (9. prosince 1917 Council – 31. května 1986 New York) byl americký fyzik, který v roce 1975 získal Nobelovu cenu za fyziku za rozvoj teorie struktury atomových jader.

## Biografie
Narodil se 9. prosince 1917 v Council v Idaho. Po smrti jeho otce během epidemie španělské chřipky se jeho rodina přestěhovala do Hanfordu v Kalifornii. Bakalářský titul získal na Caltechu v roce 1939 a v roce 1946 získal titul Ph.D. na Columbia University.
Během druhé světové války pracoval na projektu atomové bomby. V roce 1949 začal pracovat na teorii, že – oproti tehdy běžnému smýšlení – ne všechna atomová jádra jsou sférická. To později potvrdili Aage Bohr a Ben Mottelson. V roce 1975 za to získali Nobelovu cenu za fyziku. Rainwater také přispěl k porozumění rentgenového záření. V roce 1946 začal pracovat na fakultě Kolumbijské univerzity a od roku 1952 tam byl profesorem.
Zemřel 31. května 1986.